# Xipholena atropurpurea
El cotinga aliblanco (Xipholena atropurpurea), también denominado cotinga de alas blancas, es una especie de ave paseriforme de la familia Cotingidae, una de las tres pertenecientes al género Xipholena. Es endémica del litoral este de Brasil. Se encuentra amenazada de extinción debido a la pérdida de hábitat.

## Distribución y hábitat
Es endémica de la región oriental de Brasil, se distribuye desde Paraíba hasta el norte de Río de Janeiro.
Esta especie es actualmente considerada poco común y local en su hábitat natural, el dosel y los bordes de bosques húmedos de tierras bajas y bosques secundarios, hasta los 900 m de altitud.

## Descripción
Alcanza en promedio unos 19 cm de longitud. El macho tiene el cuerpo negro y púrpura. Las alas son de color blanco con las puntas negras. El iris es de color blanquecino. La parte superior de la hembra es de color gris cenizo. Tiene las alas más oscuras y bordeadas de blanco. La cola es de color oscuro. Tiene la garganta pálida y el pecho es gris-blanquecino con manchas oscuras. En el resto del plumaje es blanco grisáceo.

## Estado de conservación
El cotinga aliblanco ha sido calificado como «vulnerable» por la Unión Internacional para la Conservación de la Naturaleza (IUCN) debido a que su ya pequeña población total, estimada entre 2500 y 10 000 individuos maduros, y que habita en una zona reducida y extremadamente fragmentada, se considera en decadencia debido a la continua pérdida de hábitat debido a la deforestación y degradación. Hasta 2016, era considerada «amenazada de extinción»; está protegida oficialmente por las leyes brasileras y depende principalmente de su presencia en trece áreas protegidas.

## Sistemática

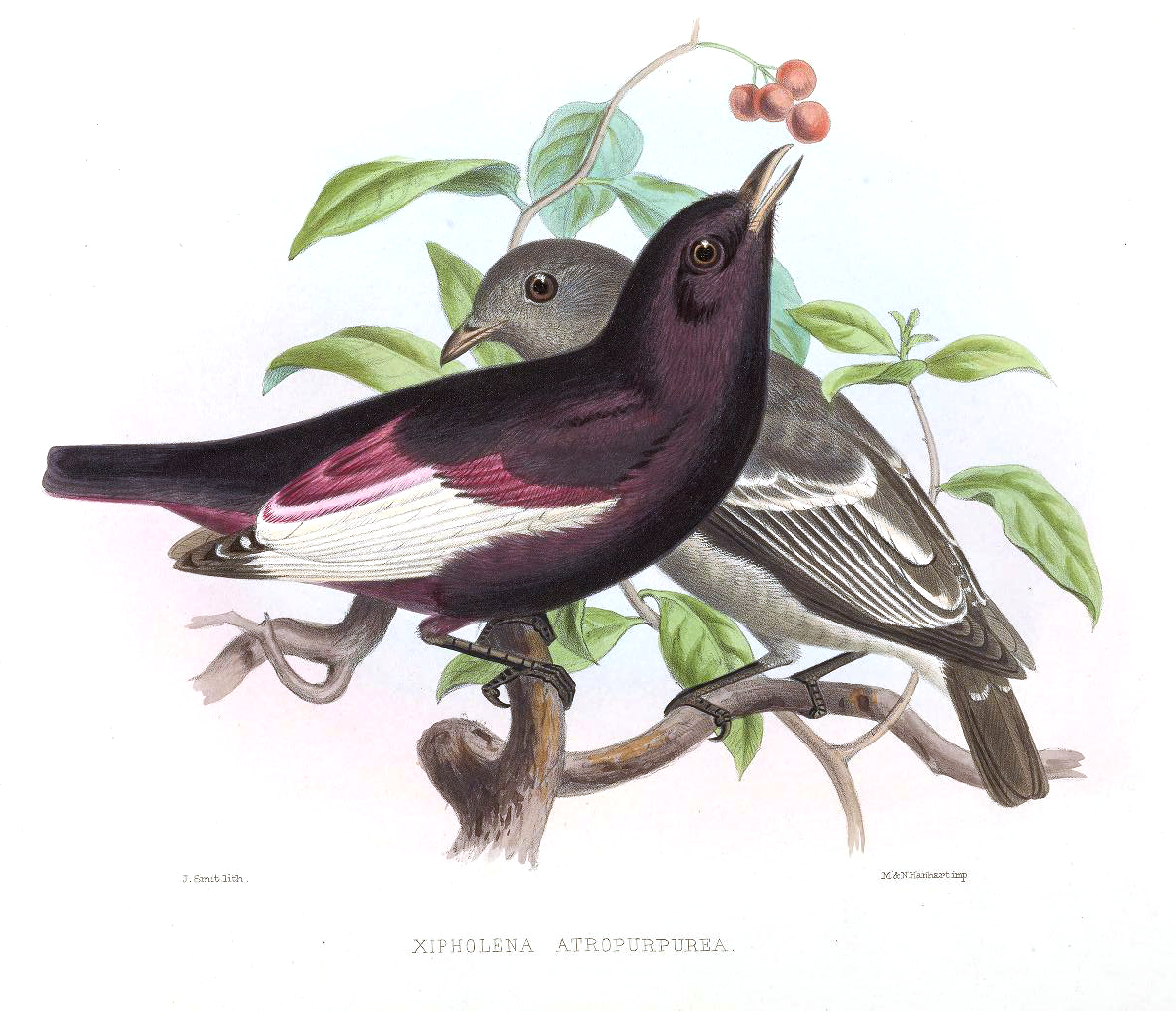
Xipholena atropurpurea, macho adelante, hembra atrás; ilustración de Smit, en Exotic ornithology : containing figures and descriptions of new or rare species of American birds, 1869.

### Descripción original
La especie X. atropurpurea fue descrita por primera vez por el ornitólogo alemán Maximilian zu Wied-Neuwied en 1820 bajo el nombre científico Ampelis atro-purpurea; su localidad tipo es: «Morro d'Arara = río Mucuri, Espirito Santo, Brasil».

### Etimología
El nombre genérico femenino «Xipholena» se compone de las palabras del griego «xiphos» que significa ‘espada’, ‘sable’, y « ōlene» que significa ‘debajo del brazo’; y el nombre de la especie «atropurpurea», se compone de las palabras del latín «ater» que significa ‘negro’, y «purpureus» que significa ‘púrpura’.

### Taxonomía
Los datos genéticos indican que la presente es hermana de Xipholena lamellipennis. Es monotípica.